# C4 Bay 05
Die pfälzischen C4 Bay 05 waren vierachsige Abteilwagen für Reisezüge. Sie gab es in der Form mit hochgesetztem Bremserhaus oder mit offener Freisitzbremse. Die Gattungsbezeichnung resultiert aus der Übernahme der pfälzischen Wagen im Rahmen der Eingliederung in die Bayerischen Staatseisenbahn 1909.

## Geschichte
Mit dem vermehrten Aufkommen der überregionalen Reise- und Schnellzüge im ersten Jahrzehnt nach 1900 mussten sich auch die Pfälzischen Eisenbahnen damit auseinandersetzen, entsprechende Wagentypen für diese Zuggattungen zur Verfügung stellen zu können. Auch der mit den benachbarten Bahnen vereinbarte Wagenausgleich veranlasste die Pfalzbahn dazu, ebenfalls Wagen für den gehobenen Reisezugverkehr zu beschaffen. Für die dritte Klasse wurden daher in den Jahren 1905 und 1906 insgesamt 10 Wagen dieses Typs bei der Waggonbauanstalt Rastatt beschafft. Als privates Unternehmen war die Pfalzbahn auch zu sparsamer Haushaltung gezwungen und so ließ man nur bei der Hälfte der Wagen geschlossene Bremserhäuser bauen. Die übrigen hatten offene Bremsersitze.

## Einsatz
Gemäß dem Nummernschema wurde dieser Wagentyp von allen drei Gesellschaften beschafft. Dort kamen sie im Rahmen von Eil- und Schnellzügen auf den wichtigen Strecken dieser Gesellschaften zum Einsatz.

## Verbleib
Mit der Eingliederung der Pfalzbahn in die Bayerische Staatsbahn 1909 wurden auch diese Wagen übernommen. 1920 kamen die Wagen dann zur Gruppenverwaltung Bayern der Reichsbahn und wurden der Direktion Ludwigshafen unterstellt. Sie erhielten dort die Gattungskennung C4 Bay 05. Der weitere Weg ist nicht bekannt, da bei der Reichsbahn keine gesonderten Daten für die ehemaligen pfälzischen Wagen geführt wurden. In der vom Reichsbahn-Zentralamt 1930 herausgegebenen Zusammenstellung der Personen-, Gepäck- und Triebwagen wird noch ein Bestand von neun Wagen aufgeführt.

## Konstruktive Merkmale

### Untergestell
Rahmen: genietete Walzprofile. Die äußeren Längsträger hatten einen U-förmigen Querschnitt. Zur Unterstützung des Wagenkastens aufgrund des großen Drehzapfenabstandes wurde ein Sprengwerk aus Profilen und Säulenständern in der Ebene der äußeren Längsträger eingebaut.
Zugeinrichtung: Schraubenkupplungen, die Zugstange war durchgehend und mittig gefedert.
Stoßeinrichtung: Die ursprünglichen Stangenpuffer wurden später durch Hülsenpuffer ersetzt.

### Laufwerk
Als Laufwerk kamen Drehgestelle bayerischer Regelbauart mit kurzem Radstand zur Anwendung. Diese besaßen einen aus Blechen und Winkeln zusammengenieteten Rahmen. Gelagert waren die Achsen in Gleitachslagern. Die Räder hatten Speichenradkörper mit einem Durchmesser von 1.014 mm.
Als Bremsen kamen Druckluftbremsen des Systems Schleifer zum Einsatz. Außerdem gab es noch an einem Wagenende eine Handspindelbremse. Bei Wagen des Typ I befand sich diese in einem hochgesetzten, geschlossenen Bremserhaus, bei Wagen des Typ II war die Freisitzbremse mit einer solchen versehen.

### Wagenkasten
Rohbau: Wagenkastengerippe aus Holz, außen mit Blech und innen mit Holz verkleidet. Seitenwände an den Unterseiten leicht eingezogen, Tonnendach. Wagen Typ I mit hochgesetztem Bremserhaus, beidseitig zugänglich, mit flach gewölbtem Dach, Wagen Typ II mit im Wagenkasten integrierter Freisitzbremse. Kein Übergang an den Stirnseiten.
Innenraum: insgesamt zehn Abteile der 3. Klasse. Insgesamt vier Toiletten mit Waschgelegenheiten. Durch seitliche Durchgänge konnte man von jedem Abteil eine der Toiletten erreichen. Der Wagen hatte hölzerne Sitzbänke.
Heizung: Die Fahrzeuge verfügten über eine Dampfheizung.
Lüftung: statische Lüfter auf dem Dach über den Aborten, Kiemenlüfter über den Abteiltüren und den Abortfenstern.
Beleuchtung: Ursprünglich erfolgte die Beleuchtung durch Gas, der Vorratsbehälter hing in Wagenlängsrichtung am Rahmen. Später teilweise elektrische Beleuchtung.

## Skizzen, Musterblätter, Fotos

Ansicht zu Blatt 43 aus WV[Anm. 1]   von 1913 für die linksrheinischen Bahnen

## Wagennummern
Die Daten sind dem Wagenpark-Verzeichnis der Kgl.Bayer.Staatseisenbahnen – Pfälzisches Netz, aufgestellt nach Stand vom 31. März 1913 sowie dem Buch von Emil Konrad entnommen.
| Blatt-Nr. Herstelld.         | Blatt-Nr. Herstelld.         | Blatt-Nr. Herstelld.         | Gattungszeichen je Epoche Wagennummern je Epoche (mit Direktionsangaben) | Gattungszeichen je Epoche Wagennummern je Epoche (mit Direktionsangaben) | Gattungszeichen je Epoche Wagennummern je Epoche (mit Direktionsangaben) | Gattungszeichen je Epoche Wagennummern je Epoche (mit Direktionsangaben) | Gattungszeichen je Epoche Wagennummern je Epoche (mit Direktionsangaben) | Gattungszeichen je Epoche Wagennummern je Epoche (mit Direktionsangaben) | Gattungszeichen je Epoche Wagennummern je Epoche (mit Direktionsangaben) | Fahrwerk / Ausstattung (siehe jeweilige Legende) | Fahrwerk / Ausstattung (siehe jeweilige Legende) | Fahrwerk / Ausstattung (siehe jeweilige Legende) | Fahrwerk / Ausstattung (siehe jeweilige Legende) | Fahrwerk / Ausstattung (siehe jeweilige Legende) | Fahrwerk / Ausstattung (siehe jeweilige Legende) | Fahrwerk / Ausstattung (siehe jeweilige Legende) | Fahrwerk / Ausstattung (siehe jeweilige Legende) | Fahrwerk / Ausstattung (siehe jeweilige Legende) | Fahrwerk / Ausstattung (siehe jeweilige Legende) | Fahrwerk / Ausstattung (siehe jeweilige Legende) | Zusatzinfos    | Zusatzinfos |
| Bau- jahr                    | Her- steller                 | Anz.                         | ab 1894                                                                  | ab 1907                                                                  | Rep. (1919)                                                              | DR (ab 1923)                                                             | DRG (ab 1930)                                                            | Ausge- mustert                                                           | letzt. Heimat-Bf.                                                        | Anz. Ach- sen                                    | Brem- sen                                        | Bl.                                              | Hz.                                              | Art u.Anz. Abteile (Sitze je Klasse)             | Art u.Anz. Abteile (Sitze je Klasse)             | Art u.Anz. Abteile (Sitze je Klasse)             | Art u.Anz. Abteile (Sitze je Klasse)             | Art u.Anz. Abteile (Sitze je Klasse)             | Mil.                                             | Mil.                                             | Sig- nal- hlt. | Bemer- kung |
| Blatt-Nr. aus WV von Gattung | Blatt-Nr. aus WV von Gattung | Blatt-Nr. aus WV von Gattung | 43I 1897 CC                                                              | 43I 1913 CC                                                              |                                                                          | C4 Bay 05                                                                | C4 Bay 05                                                                |                                                                          |                                                                          |                                                  |                                                  |                                                  |                                                  | A                                                | 1.                                               | 2.                                               | 3.                                               | 4.                                               | O                                                | M                                                |                |             |
| ---------------------------- | ---------------------------- | ---------------------------- | ------------------------------------------------------------------------ | ------------------------------------------------------------------------ | ------------------------------------------------------------------------ | ------------------------------------------------------------------------ | ------------------------------------------------------------------------ | ------------------------------------------------------------------------ | ------------------------------------------------------------------------ | ------------------------------------------------ | ------------------------------------------------ | ------------------------------------------------ | ------------------------------------------------ | ------------------------------------------------ | ------------------------------------------------ | ------------------------------------------------ | ------------------------------------------------ | ------------------------------------------------ | ------------------------------------------------ | ------------------------------------------------ | -------------- | ----------- |
| 1904/05                      | Rast.                        | 3                            | 127 172 180                                                              | 127 172 180                                                              |                                                                          | Lu 41 931–41 935                                                         |                                                                          |                                                                          |                                                                          | 4                                                | Brh; Ssbr;                                       | El                                               | D                                                | 4                                                |                                                  |                                                  | 10 (84)                                          |                                                  |                                                  | 64                                               |                | Ludwigsbahn |
| 1904/05                      | Rast.                        | 2                            | 3061 3088                                                                | 3061 3088                                                                | Nordbahn                                                                 | Lu 41 931–41 935                                                         |                                                                          |                                                                          |                                                                          | 4                                                | Brh; Ssbr;                                       | El                                               | D                                                | 4                                                |                                                  |                                                  | 10 (84)                                          |                                                  |                                                  | 64                                               |                |             |
| Blatt-Nr. aus WV von Gattung | Blatt-Nr. aus WV von Gattung | Blatt-Nr. aus WV von Gattung | 43II 1897 CC                                                             | 43II 1913 CC                                                             |                                                                          | C4 Bay 05                                                                | C4 Bay 05                                                                |                                                                          |                                                                          |                                                  |                                                  |                                                  |                                                  | A                                                | 1.                                               | 2.                                               | 3.                                               | 4.                                               | O                                                | M                                                |                |             |
| 1904/05                      | Rast.                        | 2                            | 3072 3074                                                                | 3072 3074                                                                |                                                                          | Lu 41 936-41 939                                                         |                                                                          |                                                                          |                                                                          | 4                                                | Fsbr; Ssbr;                                      | El                                               | D                                                | 4                                                |                                                  |                                                  | 10 (84)                                          |                                                  |                                                  | 64                                               |                | Nordbahn    |
| 1904/05                      | Rast.                        | 3                            | 5064 5073 5078                                                           | 5064 5073 5078                                                           | Maximiliansbahn                                                          | Lu 41 936-41 939                                                         |                                                                          |                                                                          |                                                                          | 4                                                | Fsbr; Ssbr;                                      | El                                               | D                                                | 4                                                |                                                  |                                                  | 10 (84)                                          |                                                  |                                                  | 64                                               |                |             |